# Mikel Cabieces
Miguel Ángel Cabieces García (La Arboleda, Valle de Trápaga, Vizcaya, 23 de septiembre de 1957), más conocido por Mikel Cabieces, es un abogado y político español. Militante del Partido Socialista de Euskadi (PSE), fue alcalde de Portugalete y delegado del Gobierno en el País Vasco.

## Biografía
Se licenció en Derecho en la Universidad de Deusto. Fue asesor laboral del sindicato Unión General de Trabajadores (UGT).

## Trayectoria política
Desempeñó diversos cargos orgánicos en el Partido Socialista de Euskadi-Euskadiko Ezkerra (PSE-EE). Fue concejal y primer teniente de alcalde del Ayuntamiento de Portugalete, miembro de las Juntas Generales de Vizcaya y de los consejos de administración de diversas sociedades y entidades públicas. De 1995 a 2007 fue alcalde de Portugalete. Posteriormente, desde abril de 2008, ejerció el cargo de delegado del Gobierno en el País Vasco, hasta que en 2012 fue reemplazado por Carlos Urquijo.
En enero de 2015 abandonó el PSE-EE tras darse a conocer la investigación de las irregularidades cometidas por Kutxabank para «beneficiarle económicamente a costa del patrimonio de la entidad». Según denunciaron los sindicatos y organizaciones sociales de la acusación popular, además habría incurrido en un delito penal «por percepción indebida» al haber cobrado la prestación de desempleo de 2012 a 2013 mientras percibió 110 000 euros de Iberdrola y Kutxabank.
En marzo de 2017 fue condenado por estos hechos a un año de prisión e inhabilitación para el ejercicio del sufragio pasivo y una multa de 9000 euros, en concepto de cooperador necesario en un delito de apropiación indebida. En la misma sentencia también fueron declarados culpables el expresidente de Kutxabank, Mario Fernández y el abogado Rafael Alcorta.